# Hans Schmid (Eishockeyspieler)
Hans Heinrich Schmid (* 28. Dezember 1898; † nach 1928) war ein deutscher Eishockeyspieler.

## Karriere
Hans Schmid spielte auf Vereinsebene für den SC Riessersee. Mit seiner Mannschaft gewann er in der Saison 1927 den deutschen Meistertitel. Später wurde er in die Deutsche Hockey Hall of Fame aufgenommen.

### International
Für die deutsche Eishockeynationalmannschaft nahm Schmid an den Olympischen Winterspielen 1928 in St. Moritz teil. Bei der Europameisterschaft 1927 gewann er mit seiner Mannschaft die Bronzemedaille. Insgesamt absolvierte er acht Länderspiele für Deutschland.

## Erfolge und Auszeichnungen
- 1927 Deutscher Meister mit dem SC Riessersee

### International
- 1927 Bronzemedaille bei der Europameisterschaft